# Agallia modesta
Agallia modesta är en insektsart som beskrevs av Henry Fairfield Osborn och Ball 1898. Agallia modesta ingår i släktet Agallia och familjen dvärgstritar. Inga underarter finns listade i Catalogue of Life.